# Psilocybe eucalypta
Psilocybe eucalypta är en svampart som beskrevs av Guzmán & Watling 1978. Psilocybe eucalypta ingår i släktet slätskivlingar och familjen Strophariaceae.   Inga underarter finns listade i Catalogue of Life.